# Heilige-Familiekerk (Deidenberg)

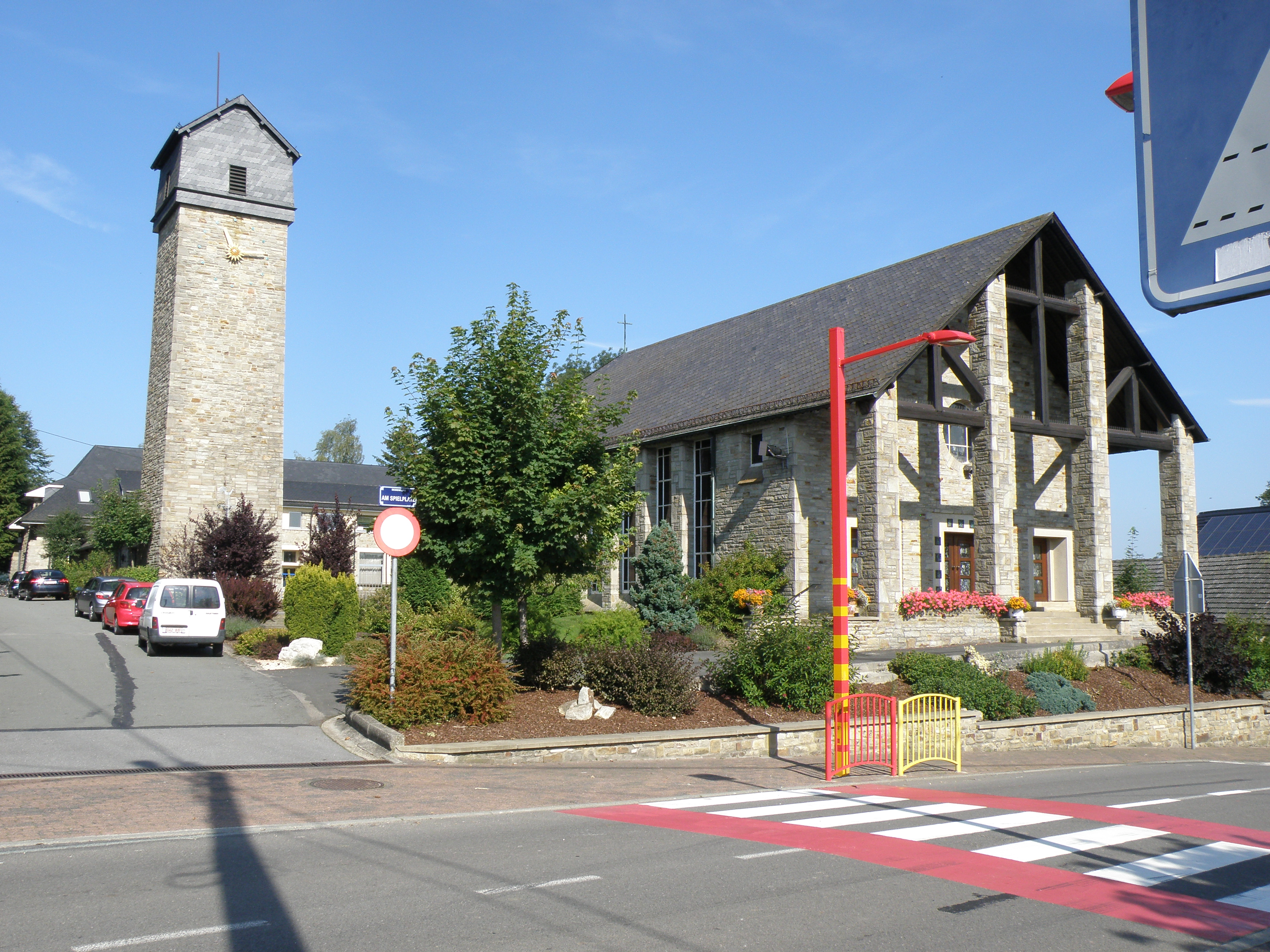
Heilige-Familiekerk

De Heilige-Familiekerk (Duits: Kirche der Heiligen Familie) is de parochiekerk van de tot de Luikse gemeente Amel behorende plaats Deidenberg.
Het is een modern bouwwerk onder zadeldak met losstaande klokkentoren, waarvan de klokkenverdieping geheel met leien is bedekt. De kerk is gebouwd in natuursteenblokken, en heeft een zadeldak met luifel.